# Villa Rehn

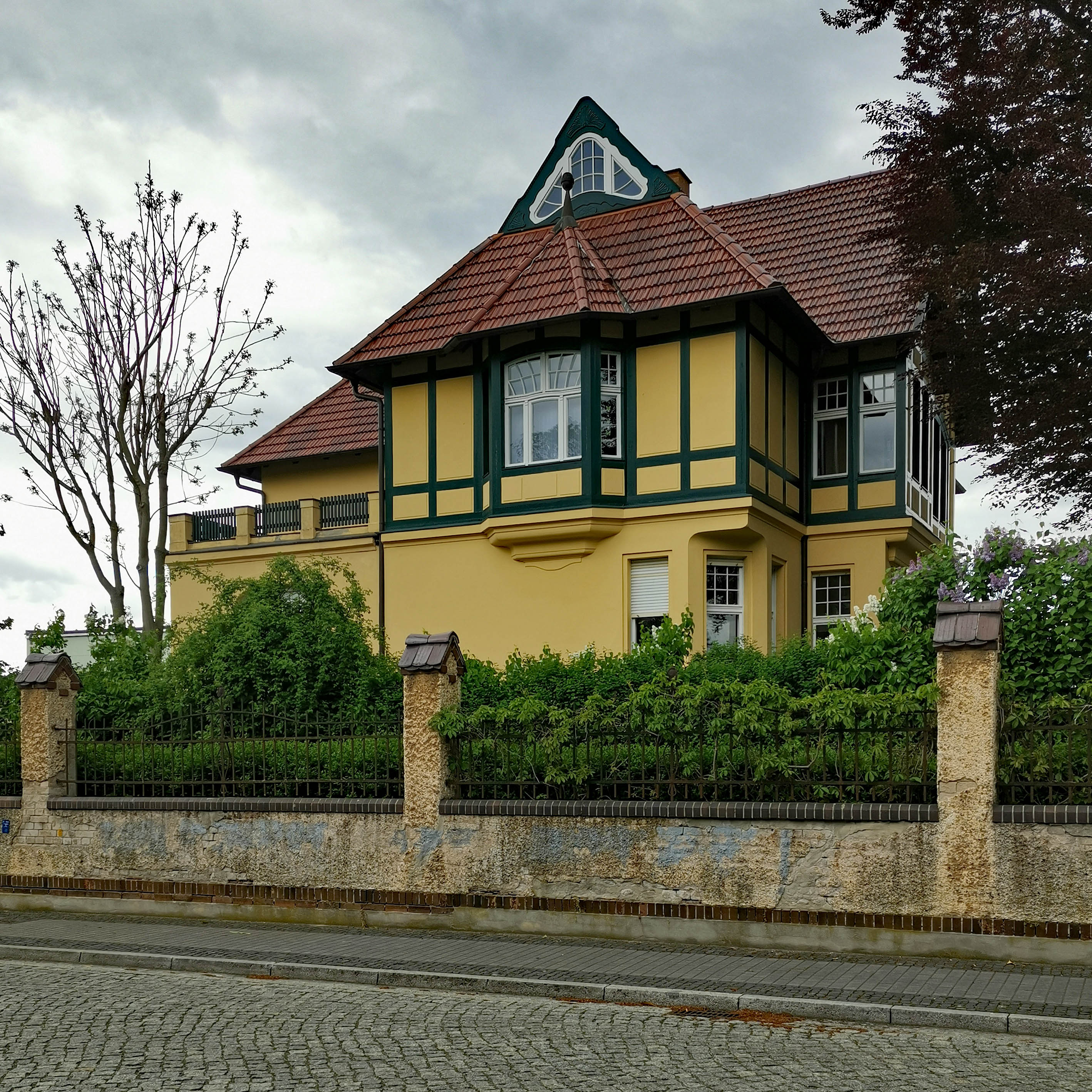
Villa Rehn und Umfassungsmauer (2021)

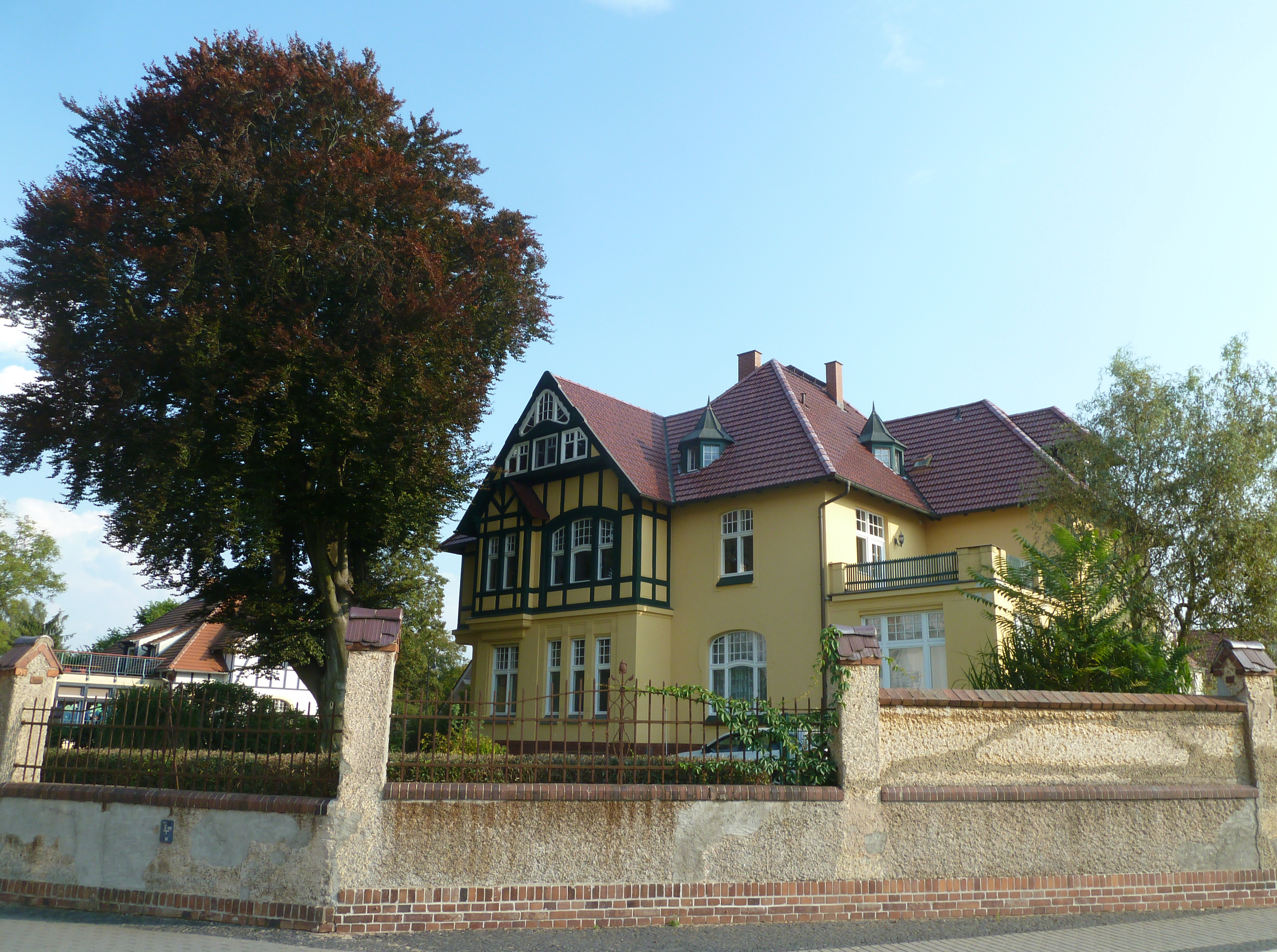
Gebäudeansicht von Nordosten (2014)

Die Villa Rehn ist eine Fabrikantenvilla in der Stadt Peitz im Landkreis Spree-Neiße in Brandenburg. Das Gebäude und die umgebende Umfassungsmauer sind eingetragene Baudenkmale in der Denkmalliste des Landes Brandenburg.

## Geschichte und Architektur
Die Villa befindet sich zwischen der Schulstraße und der Wallstraße unmittelbar südöstlich der Altstadt von Peitz und nördlich der heutigen Mosaik-Grundschule. Sie wurde im Jahr 1906 für den Tuchfabrikanten Carl Rehn (1843–1926) aus Bad Hersfeld gebaut, der einige Jahre zuvor die Peitzer Tuchfabrik Carl Boyde übernommen hatte. In den Jahren 1997 und 2000 wurde die Villa unter Denkmalschutzbestimmungen saniert.
Das Gebäude ist ein zweigeschossiger Putzbau im Stil der Heimatschutzarchitektur. Es hat einen vieleckigen Grundriss mit verschiedenen Walm- und Satteldächern, unter anderem einem Fußwalmdach an der östlichen Gebäudeseite. Die Villa hat eine Vielzahl von unterschiedlichen Fensterformen. Das Obergeschoss kragt leicht hervor, ist als Fachwerk ausgebildet und mit mehreren Erkern versehen. An der südöstlichen Gebäudeecke liegt der Haupteingang mit vorgelagerter Freitreppe, im Westen neben der Grundstückszufahrt befindet sich ein Nebeneingang. Im Inneren ist die historische Raumstruktur noch erhalten. Die Villa hat ein mit Paneelen geschmücktes Foyer mit einem Kamin und einen großzügigen hölzernen Treppenaufgang.
Am Zugang über die Schulstraße ist ein Gartenpavillon als dreiseitig offener, mit Walmdach überzogener Putzbau in die Einfriedung eingebunden. Die Einfriedung ist eine Ziegelmauer mit einem verputzten Sockel und einem darüber liegenden Ziegelband. Zwischen den hohen Pfeilern steht ein Zaun aus Schmiedeeisen. Der Eingang über die Schulstraße hat ein wellenförmig geschwungenes Eingangstor. Im Garten steht nördlich der Villa Rehn eine 18 Meter hohe Blutbuche, die als Naturdenkmal relevant ist.